# Barak-8
Barak-8 (hebräisch ברק 8) ist eine vertikal gestartete Flugabwehrrakete aus Israel. Sie kann sowohl auf Schiffen als auch landbasiert auf Lkws installiert werden. Barak-8 dient zur Bekämpfung von Flugzeugen, Marschflugkörpern und überschallschnellen Lenkwaffen.

## Entwicklung
Barak-8 entstand aufgrund einer Forderung der Indian Navy um auf die zunehmende Verbreitung von tieffliegenden, überschallschnellen Seezielflugkörpern wie die P-800 Jachont und P-270 Moskit zu reagieren. Für die Entwicklung wurde Israel Aerospace Industries (IAI) als Generalunternehmer ausgewählt. Diese Firma hatte bereits die Barak-1-Lenkwaffe entwickelt, welche auch auf Schiffen der Indian Navy im Einsatz ist. Mit der Entwicklung des neuen Lenkwaffensystems wurde 2007 begonnen. Barak-8 entstand in enger Zusammenarbeit mit der indischen Defence Research and Development Organisation (DRDO) sowie weiteren indischen Firmen wie Bharat Electronics und der Tata-Gruppe. Auf der israelischen Seite beteiligten sich neben IAI unter anderem Elta Systems und Rafael. Der erste Teststart erfolgte 2010. Für weitere Tests wurde jeweils ein Barak-8-System auf einem israelischen Schiff der Sa’ar-5-Klasse und der indischen Kolkata-Klasse installiert. Eine weitere Auslieferung der Barak-8 für Integrationstest im Jahr 2014 musste infolge technischer Schwierigkeiten auf das Jahr 2017 verschoben werden. Die operationelle Reife der Barak-8 wurde Ende 2021 erreicht. Neben den oben genannten Schiffsklassen sollen auch die Schiffe der Sa’ar-6-Klasse mit Barak-MX ausgerüstet werden. Seit 2016 wird Barak-8 auf dem internationalen Markt angeboten. Dort steht sie in Konkurrenz zur RIM-162 ESSM (USA) und SAMP/T (Frankreich/Italien).

## Varianten

### Barak MR-SAM
Die Ausführung Medium-Range Surface-to-Air Missile verwendet die Barak-8 MRAD-Lenkwaffe ohne Doppelpulsmotor mit einer Reichweite von 35 km.

### Barak LR-SAM
Die Ausführung Long-Range Surface-to-Air Missile verwendet die Barak-8 LRAD-Lenkwaffe. Diese ist mit einem Doppelpulsmotor ausgerüstet und hat eine Reichweite von 70 km.

### Barak ER-SAM
Die Ausführung Extended-Range Surface-to-Air Missile verwendet die Barak-8 ER-Lenkwaffe. Diese ist mit einem zusätzlichen Booster ausgestattet und hat eine Reichweite von 150 km.

### Barak MX
Diese Ausführung wurde im Jahr 2018 vorgestellt. Barak-MX ist ein modulares Flugabwehrsystem mit Sensorverbund und einem zentralen C4I-System. Als Effektoren kommen Barak-8 LRAD, Barak-8 ER sowie Barak-8 MRAD zum Einsatz. Weiter können auch die Systeme Iron Dome und SPYDER in Barak MX integriert werden. Als Raketenabwehrsystem kann Barak-MX mit der Barak-8ER-Lenkwaffe auch Ballistische Raketen bekämpfen.

## Technik

### Radare
Bei der schiffsbasierten Ausführung kommt zur Zielerfassung und Lenkwaffenführung das Radar EL/M-2248 MF-STAR zum Einsatz. Dies ist ein Aktiven Phased-Array-Radar-Antenne (AESA)-Radar von Elta Systems. Von diesem Radar werden vier aktive Antennen in den Decksaufbauten verbaut und sorgen so für eine lückenlose Abdeckung in einem Azimut von 360°.
Bei der fahrzeugbasierten Ausführung kommt zur Zielerfassung und Lenkwaffenführung das Radar ELM-2084 AESA zum Einsatz. Dies ist ein -Multifunktionsradar mit einer Aktiven Phased-Array-Radar-Antenne (AESA). Das Radar arbeitet im S-Band und hat eine Erfassungsreichweite von über 470 km. Die Sendeantenne rotiert mit 30–40 Umdrehungen pro Minute und erreicht damit eine Rundumabdeckung von 360°. Daneben kann sie auch stillstehen und für einen statischen Suchsektor mit einem Azimut von 120° eingesetzt werden. Das Radar kann entweder auf einem Lastkraftwagen oder einem Anhänger installiert werden.

### Lenkwaffenwerfer
Die schiffsbasierten Lenkwaffen sind in einem Vertical Launching System (VLS) untergebracht und werden senkrecht gestartet. Das VLS besteht aus Modulen mit je acht Barak-8-Lenkwaffen, die unter dem Schiffsdeck installiert sind. Ein einzelnes Modul wiegt rund 1300 kg. Das schnellstmögliche Startintervall beträgt 2,5 Sekunden.
Bei der fahrzeugbasierten Ausführung sind die Barak-8-Lenkwaffen auf einem von einem Lastkraftwagen gezogenen Anhänger untergebracht. Die acht Lenkwaffen befinden sich in einem Modul von Transport- und Abschussbehältern und werden senkrecht aus diesem gestartet. Um die Starteinheit feuerbereit zu machen, wird der Anhänger abgekoppelt und auf Spreizbeine gestellt. Danach werden die Lenkwaffen-Behälter über das Heck in einem Winkel von 90° angestellt. Das schnellstmögliche Startintervall beträgt 2,5 Sekunden. Auf dem Anhänger sind auch ein Stromerzeugungsaggregat sowie die Sendestation für den Datenlink zum Feuerleitstand installiert.

### Feuerleitstand
Das CMS-System ist der zentrale Feuerleitstand einer Barak-8-Batterie. CMS steht für Combat Management System. Von hier aus führen die Bediener den Feuerkampf, wobei sie auch Anweisungen von einem übergeordneten Gefechtsstand erhalten können. Auf dem Feuerleitstand ist auch die Sendestation für den Datenlink zu den fliegenden Lenkwaffen installiert. Aus dem Feuerleitstand können zeitgleich eine nicht veröffentlichte Anzahl Barak-8-Lenkwaffen gegen eine unbekannte Anzahl Ziele eingesetzt werden. Über das 2-Weg-Datenlink sind die Bediener jederzeit über den Flugweg und Status der Lenkwaffen im Bilde. Der Feuerleitstand verfügt als C2-System über umfangreiche Kommunikationseinrichtungen, die es dem Kampfführungspersonal erlauben, mit verschiedenen Aufklärungs- und Führungssystemen zu kommunizieren. Der Feuerleitstand kann in einem Radius von 20 km zum Lenkwaffenwerfer platziert werden.
Der Kommandoposten führt folgende Aktionen aus:
- Luftraumüberwachung
- Akquisition, Identifikation, Verfolgung der Luftziele
- Freund-Feind-Erkennung (IFF)
- Prioritätszuweisung der einzelnen Luftziele und die Weitergabe der gefährlichsten an die Lenkwaffenwerfer
- Kontrolle und Koordination der elektronischen Gegenmaßnahmen
- Koordination der Batterie im autonomen oder verbundenen Einsatz
- Datenaustausch mit benachbarten Einheiten sowie der übergeordneten Stufe

### Lenkwaffen

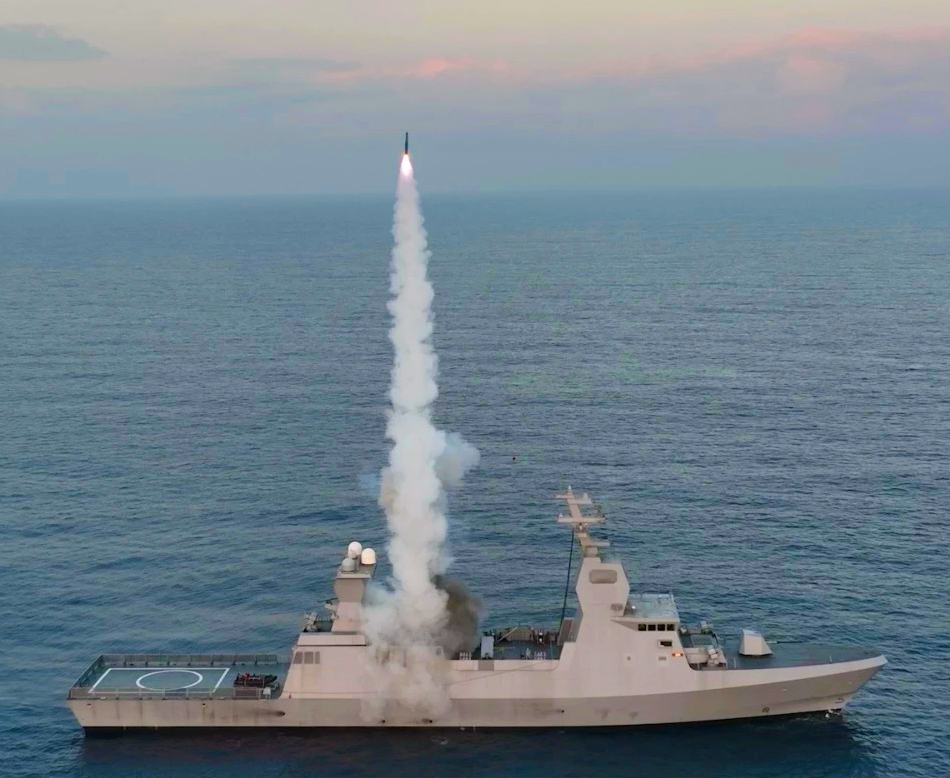
Die INS Magen beim Start einer Barak-8

Die Barak-8-Lenkwaffe dient primär zur Bekämpfung von manövrierenden Zielen wie Flugzeugen, Marschflugkörpern und überschallschnellen Lenkwaffen. Die Lenkwaffen haben einen schlanken, zylinderförmigen Rumpf und sind in vier Sektionen aufgeteilt: Hinter der Lenkwaffenspitze befinden sich der Suchkopf, die Elektronik, die Aktuatoren und der Näherungszünder. Unmittelbar dahinter ist der 23 kg schwere Splitter-Gefechtskopf untergebracht. Anschließend folgt der Feststoff-Doppelpulsmotor. Im Heck sind die Düse sowie die Strahlruder für die Schubvektorsteuerung untergebracht. Am Flugkörperrumpf sind zwei Gruppen von Stabilisierungs- und Steuerflächen angebracht. Im hinteren Bereich sind vier trapezförmige Stabilisierungsflächen angebracht. Am vorderen Viertel des Flugkörperrumpfs sind vier trapezförmige Steuerflächen angebracht. Diese Flächen sind, während sich die Lenkwaffe in dem Transport- und Startbehälter befindet, an den Lenkwaffenrumpf angelegt. Sie entfalten sich unmittelbar nach dem Start. Bei der Ausführung Barak-8ER ist am Flugkörperheck zusätzlich ein Booster mit einer Länge von 1,30 m sowie einem Durchmesser von 350 mm angebracht. Dieser wird nach seinem Ausbrennen abgeworfen und das Feststoffraketentriebwerk der Lenkwaffe zündet.
Nachdem das schiff- oder landbasierte Radar die Zieldaten ermittelt hat, werden diese ans Navigationssystem der Barak-8-Lenkwaffe weitergegeben. Dann kann die Lenkwaffe aus dem Transport- und Abschussbehälter gestartet werden. Die Lenkwaffe wird auf einer semiballistischen Flugbahn an den voraus errechneten Kollisionspunkt des Zieles und der Lenkwaffe verschossen. Das Feststoffraketentriebwerk beschleunigt die Rakete auf rund 1020 m/s (Mach 3). Nach dem Ausbrennen der ersten Sektion des Feststoffraketentriebwerks pausiert dieses und der weitere Marschfluges erfolgt antriebslos. Während des Marschfluges wird die Lenkwaffe weiter über den Datenlink mit Daten des Überwachungsradars versorgt. Die Steuerung erfolgt in dieser Flugphase hierbei mittels Global Positioning System und einem Inertialen Navigationssystem. Für den Endanflug wird das Raketentriebwerk wieder gezündet was der Lenkwaffe im Endanflug eine hohe Agilität verleiht. Damit verfügt die Barak-8 beim Endanflug über große Energiereserven und kann Flugmanöver mit einer maximalen Querbelastung von 50 g ausführen. Dabei kann die maximale Zielgeschwindigkeit bis zu Mach 4,5 betragen. Ebenso wird für den Endanflug der Laser-Aufschlag- und Näherungszünder sowie der lenkwaffeneigene Ku-Band-Radar-Suchkopf aktiviert. Der Endanflug erfolgt nach dem Prinzip der Proportionalnavigation. Wird das Flugziel direkt getroffen, wird der Sprengkopf durch den Aufschlagzünder zur Detonation gebracht. Bei einem Vorbeiflug erfolgt die Sprengkopfzündung durch den Näherungszünder. Wird das Ziel verfehlt so zerstört sich die Lenkwaffe nach einer bestimmten Flugzeit durch Selbstzerlegung.

## Kriegseinsätze
Am 2. Juli 2022 startete die Hisbollah mehrere Unbemannte Luftfahrzeuge in die Richtung des Kargisch-Erdgasfeld im Mittelmeer. Eines der Luftfahrzeuge wurde von einer F-16 „Fighting Falcon“ der Israelischen Luftstreitkräfte abgeschossen. Zwei weitere Luftfahrzeuge wurden von der israelischen Korvette INS Eilat mit Barak-8-Lenkwaffen abgeschossen.

## Nutzerstaaten
- Aserbaidschan[23][24]
- Indien[23]
- Israel[23]
- Marokko[25]
- Slowakei[26]
- Vereinigte Arabische Emirate[25][27]
- Zypern[28][29]